# Pseudo-réflexion
En mathématiques, une pseudo-réflexion est une transformation linéaire inversible d'un espace vectoriel de dimension finie différente de la transformation d'identité, d'ordre fini et qui fixe un hyperplan. La notion de pseudo-réflexion généralise les notions de réflexion et réflexion complexe ; elle est parfois appelée simplement réflexion par certains mathématiciens. Les pseudo-réflexions jouent un rôle important dans la théorie des invariants des groupes finis, notamment dans le théorème de Chevalley-Shephard-Todd.

## Définition formelle
Soit V un espace vectoriel sur un corps K, de dimension finie notée n. Une pseudo-réflexion est un endomorphisme linéaire inversible {\displaystyle g:V\to V} dont l'ordre est fini et dont le sous-espace fixe {\displaystyle V^{g}=\{v\in V:\ gv=v\}} de tous les vecteurs de V fixés par g est de dimension n – 1.

## Classification

### Valeurs propres
Une pseudo-réflexion g a une valeur propre 1 avec multiplicité n – 1 et une autre valeur propre r de multiplicité 1. Puisque g est d'ordre fini, la valeur propre r doit être une racine de l'unité dans le corps K. Il peut arriver que r = 1 (voir le paragraphe sur les transvections).

### Pseudo-réflexions diagonalisables
Soit p la caractéristique du corps K. Si l'ordre de g est premier à p, alors g est diagonalisable et représenté dans une base convenable par une matrice diagonale
{\displaystyle \mathrm {diag} (1,\dots ,1,r)={\begin{bmatrix}1&0&0&\cdots &0\\0&1&0&\cdots &0\\\vdots &\vdots &\ddots &\vdots \\0&0&\cdots &1&0\\0&0&0&\cdots &r\\\end{bmatrix}}},
où r est une racine de l’unité différente de 1. Cela inclut le cas où K est de caractéristique zéro, comme le corps des nombres réels et le corps des nombres complexes.
Une pseudo-réflexion diagonalisable est parfois appelée réflexion semi-simple.
Les corps des réels et des complexes ont une importance particulière.

#### Réflexions réelles
Lorsque K est le corps des nombres réels, une pseudo-réflexion a pour matrice diag(1,..., 1, –1) dans une base convenable. Une pseudo-réflexion admettant une telle matrice est appelée une réflexion réelle. Si l'espace sur lequel agit cette transformation admet une forme bilinéaire symétrique, de sorte que l'orthogonalité des vecteurs puisse être définie, alors la transformation est une véritable réflexion.

#### Réflexions complexes
Lorsque K est le corps des nombres complexes, une pseudo-réflexion est appelée une réflexion complexe. Elle peut être représentée par une matrice diagonale diag(1,..., 1, r), où r est une racine complexe de l'unité différente de 1.

### Transvections
Si la pseudo-réflexion g n'est pas diagonalisable, alors r = 1 et g admet pour forme normale de Jordan
{\displaystyle {\begin{bmatrix}1&0&0&\cdots &0\\0&1&0&\cdots &0\\\vdots &\vdots &\ddots &\vdots &\vdots \\0&0&\cdots &1&1\\0&0&0&\cdots &1\\\end{bmatrix}}}.
Dans ce cas, g est appelé une transvection. Une pseudo-réflexion g est une transvection si et seulement si la caractéristique p du corps K est positive et l'ordre de g est p. Les transvections sont utiles pour l'étude des géométries finies et la classification de leurs groupes d'automorphismes.